# Distrito de Maras
El distrito de Maras es uno de los siete que conforman la provincia de Urubamba, ubicada en el departamento del Cuzco en el Sureste del Perú.

## Historia
El distrito fue creado el 2 de enero de 1857. En 2005 contaba con 7.167 habitantes.
Su capital es la ciudad de Maras, que se encuentra a 40 kilómetros del Cuzco, en el Valle Sagrado de los Incas. Se sitúa a la cota de 3 375 m s. n. m.
Como atractivos turísticos cuenta con:
- Una iglesia colonial, la iglesia de San Francisco de Asís, en las afueras de la ciudad. Sus paredes de barro se apoyan sobre una base de mampostería en piedra.
- Una zona arqueológica, Moray, actualmente en fase de consolidación de los hallazgos. Era utilizada por los Incas para investigar y adaptar semillas, particularmente del maíz.
- Una zona de salinas. Se trata de un afloramiento de aguas termales saladas, que son conducidas a diversos estanques de evaporación, donde en ciclos de unos 24-30 días las 120 familias que se ocupan de esta actividad retiran la sal que después de ser iodada es comercializada en el mercado local.[2]

## Autoridades

### Municipales
- 2019 - 2022[3]
  - Alcalde: Miguel Abal Anchari, de El Frente Amplio por Justicia, Vida y Libertad.
  - Regidores:

  1. Valentín Romero Quispe (El Frente Amplio por Justicia, Vida y Libertad)
  2. Zenón Mayhua Umilde (El Frente Amplio por Justicia, Vida y Libertad)
  3. Delia Quispe Cusiquispe (El Frente Amplio por Justicia, Vida y Libertad)
  4. Ernesto Meza Saire (El Frente Amplio por Justicia, Vida y Libertad)
  5. Walter Cervan Giraldo (Restauración Nacional)

Alcaldes anteriores
- 2015 - 2018: Prof. Adriel Quispe  Rodríguez, Partido Acción Popular (AP).
- 2011 - 2014: Prof. Miguel Moralez Enríquez.
- 2007 - 2010: Eriberto Quispe Tito y su cuerpo de regidores.

## Festividades
- San Francisco de Asís
- Virgen de Belén.
- Virgen de la inmaculada concepción (8 de diciembre) mahuaypampa
- Virgen de la Asunción (15 agosto).